# Aaron Lennon
Aaron Justin Lennon (* 16. April 1987 in Chapeltown, Leeds) ist ein ehemaliger englischer Fußballspieler.

## Karriere

### Verein

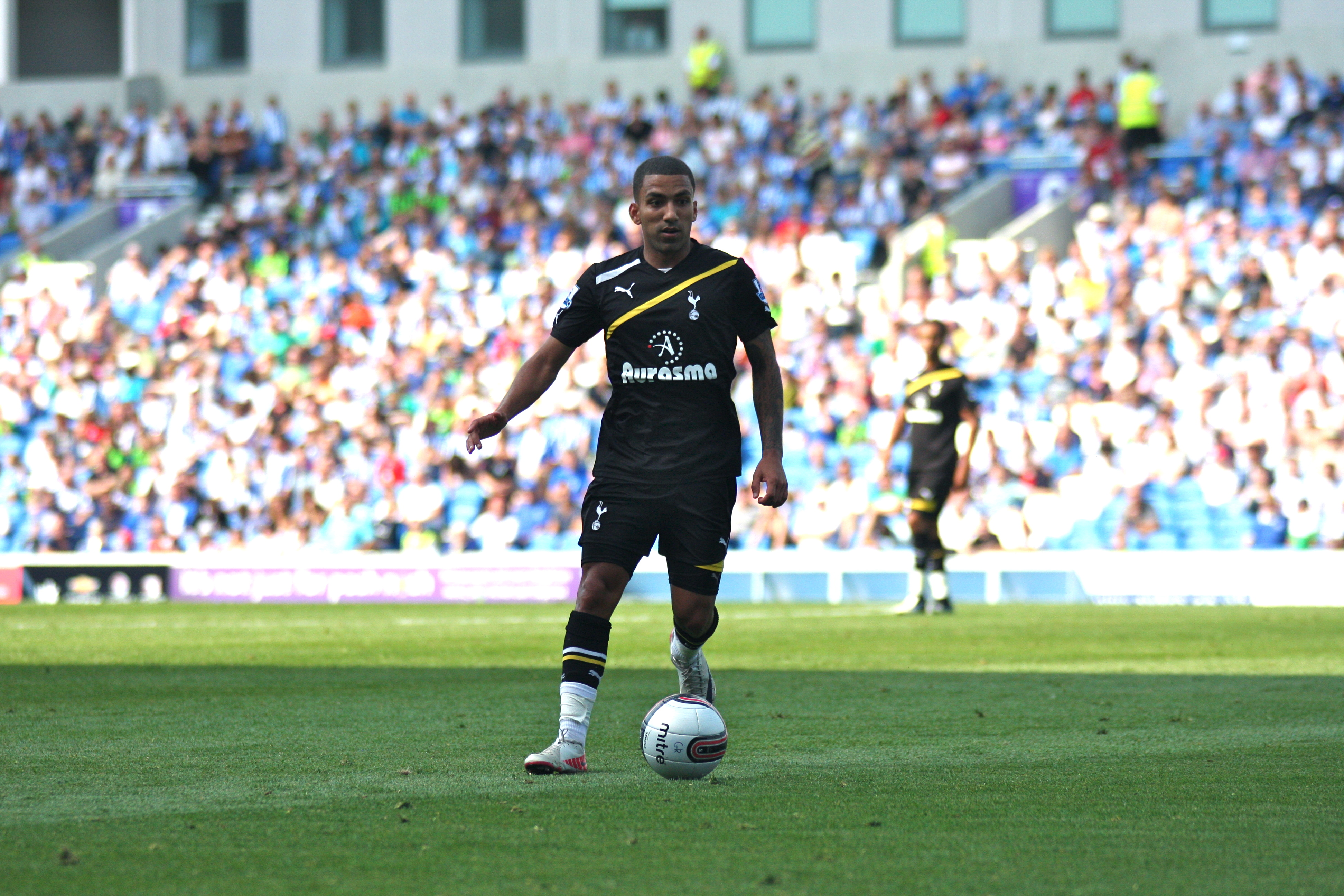
Aaron Lennon, 2011

Lennon gab sein Debüt in der Premier League im Alter von 16 Jahren und 129 Tagen für Leeds United im Spiel gegen Tottenham Hotspur an der White Hart Lane und war damit der jüngste jemals in der Premier League eingesetzte Spieler. Durch gute Leistungen in der Jugendabteilung von Leeds – unter anderem erzielte er einen Hattrick im FA Youth Cup – wurden andere Vereine auf den Flügelstürmer aufmerksam. Hinzu kamen finanzielle Probleme von Leeds. Im Juni 2005 ging Lennon für eine Ablösesumme in Höhe von einer Million Pfund zu Tottenham Hotspur.
Durch seine Schnelligkeit wurde er bei den Fans von Tottenham schnell beliebt. Mit 1,65 m ist er zudem einer der kleinsten Spieler der Premier League. Seinen Einstand für Tottenham gab er im August 2005 gegen den FC Chelsea. Im März 2006 schoss er sein erstes Premier-League-Tor beim 2:0-Sieg gegen Birmingham City. Wenige Tage danach verlängerte er seinen Vertrag bis Juni 2010. Als Sportler durchlief Lennon im Verein wechselhafte Zeiten. Während er unter dem damaligen Trainer Juande Ramos nur unregelmäßig Partien bestritten hatte, war er nach der Ankunft von Harry Redknapp wieder ein zentraler Akteur in den Reihen der „Spurs“.
Am 2. Februar 2015 wechselte Lennon bis zum Ende der Saison 2014/15 auf Leihbasis zum FC Everton. Er kam auf 14 Ligaeinsätze, in denen er zwei Tore erzielte. Zur Saison 2015/16 kehrte Lennon zunächst nach Tottenham zurück. Dort erhielt er allerdings keine Rückennummer und wurde zum Training zur U21 geschickt. Am 1. September 2015, dem letzten Tag der Transferperiode, kehrte Lennon zum FC Everton zurück. Er erhielt einen Dreijahresvertrag bis zum 30. Juni 2018. Kurz vor Ablauf des Kontrakts wechselte er innerhalb der Premier League Ende Januar 2018 zum FC Burnley. Dort absolvierte er 55 Pflichtspiele bis Mitte 2020, bevor es ihn im September 2020 ablösefrei in die Türkei zu Kayserispor zog.
Nach einer Saison als Stammspieler bei Kayserispor, wo er auf insgesamt 36 Einsätze in der Liga kam, wurde der Vertrag zum Saisonende einvernehmlich aufgelöst. Er schloss sich daraufhin wieder dem FC Burnley an.

### Nationalmannschaft
Lennon wurde für Englands U-21-Mannschaft zum ersten Mal im Oktober 2005 einberufen. Am 8. Mai 2006 nominierte ihn Sven-Göran Eriksson für die englische Nationalmannschaft für die Fußball-Weltmeisterschaft 2006 in Deutschland. Seine Nominierung, anstelle von anderen Talenten wie Shaun Wright-Phillips, galt als Überraschung.
Gut eine Woche nach einem Einsatz für Englands B-Team am 25. Mai 2006 gegen Belarus debütierte er als Einwechselspieler gegen Jamaika für die A-Nationalmannschaft. Bei dem WM-Turnier selbst kam er gegen Trinidad und Tobago, Ecuador und Portugal zu weiteren Kurzeinsätzen, wobei er in der zuletzt genannten Partie kurz vor dem anstehenden Elfmeterschießen den Platz für Jamie Carragher räumen musste.
Auch zu Beginn der Qualifikationsphase für die Euro 2008 blieb Lennon unter Steve McClaren Teil des Kaders und am 24. April 2007 stand er gegen Israel erstmals in der Startformation. Nach einem weiteren Auftritt gegen Andorra vier Tage später blieb er zwei Jahre lang ohne weiteres A-Länderspiel. Sein Comeback absolvierte er unter dem neuen Trainer Fabio Capello am 28. März 2009 in einem Freundschaftsspiel gegen die Slowakei.

## Erfolge
- Englischer Ligapokal: 2008